# Столица FM
Столица FM (до 2014 года — «Финам FM») — бывшая московская радиостанция, вещавшая на частоте 99,6 FM с февраля 2008 по январь 2017 года. Основу эфира Finam FM составляли разговорные передачи и классический англоязычный рок 1960—1980-х годов. После смены владельца и названия основу музыкального эфира составляла современная русскоязычная поп- и рок-музыка.

## История
В 2007 году инвестхолдинг ФИНАМ, до этого инвестировавший в интернет-проекты, за $10 млн приобрёл «Большое радио», вещавшее на частоте 99,6 МГц. Станция работала в тестовом режиме, и её эфир делили государственная радиовещательная компания «Голос России» и русская служба Би-би-си. 7 февраля 2008 года радиостанция «Финам FM» начала радиовещание на частоте 99,6 МГц, а с 7 мая 2008 года вышла на круглосуточное вещание в новом формате. Радиостанция ориентировалась на мужчин в возрасте от 25 до 45 лет «с высоким уровнем дохода и потребления». Генеральный директор «Финам FM» Олег Медведев заявил, что эфир станции будет на 70 % состоять из музыки и на 30 % из разговорных программ и новостей. Большую часть музыкального эфира будет занимать западная классическая рок-музыка.
5 сентября 2008 года стартовал онлайн-проект радиостанции Финам FM.
15 декабря 2008 года ведущий радиостанции «Финам FM» Юрий Пронько получил почётный диплом Ассоциации Региональных Банков «Россия». Наградой отмечены его авторские проекты «Сухой остаток» и «Реальное время». В апреле 2011 года Юрий Пронько был удостоен премии «Журналист года» на Всероссийском конкурсе деловой журналистики за 2010 год. В 2012 году руководство радиостанции не стало продлевать контракт с ведущим.
В марте 2012 года Олег Медведев, создатель радиостанции, оставил должность главного редактора и генерального директора, а на радио пришла новая команда менеджеров. Руководство холдинга, управляющего станцией, поставила перед ними задачу — вывести радиостанцию из кризиса. 14 мая 2012 изменилась сетка вещания радиостанции — в эфир вышли новые программы, состав ведущих пополнили новые лица, с января 2013 к ним добавились программы Сергея Асланяна, Ирины Ясиной, Игоря Виттеля и Степана Демуры. Однако в этом году руководство радиостанции отказалось продлевать контракт с ведущим передачи «FM Достоевский» Артемием Троицким, от совместного проекта со станцией отказался журнал «Forbes», также из-за конфликта с руководством радиостанции в связи с запретом передачи о наблюдении на выборах была закрыта программа «Жажда жизни» Ирины Ясиной. По данным Forbes.ru: «Радиостанция была убыточной, но в холдинге ее рассматривали как имиджевый актив, помогающий популяризации бренда „Финам“».
5 ноября 2013 года инвестхолдинг ФИНАМ продал радиостанцию «Финам FM» структурам российского миллиардера Михаила Гуцериева, которому на тот момент принадлежали радиостанции «Восток FM» и «Весна FM», приобретённые у Александра Лебедева в ноябре 2012 года, и 75 % медиахолдинга «Krutoy Media» («Love Radio», «Радио Дача», «Такси FM»), приобретённые у Игоря Крутого в феврале 2013 года, с опционом на покупку оставшихся 25 % акций «Krutoy Media».
1 марта 2014 радиостанция сменила название на «Столица FM». Вместе со сменой названия произошла смена музыкальной линейки радио, музыкальную часть составили саундтреки к российским и зарубежным фильмам и микс отечественной поп- и рок-музыки. По словам гендиректора «Финам FM» Екатерины Романовой, музыка будет «гармонично вплетаться» в информационный контент.
С августа 2015 года станция сменила формат на музыкальный.
Прекратила вещание 11 января 2017 года. Её место заняла радиостанция «Русский хит».